# Beč (Chorwacja)
Beč – wieś w Chorwacji, w żupanii karlowackiej, w gminie Bosiljevo. W 2011 roku liczyła 9 mieszkańców.